# اعتلال معوي
الاعتلال المعوي أو اعتلال الأمعاء (بالإنجليزية: Enteropathy)‏ مصطلح طبي يشير إلى أي حالة مرضية في الأمعاء.
يستعمل مصطلح التهاب الأمعاء للتعبير عن إصابة الأمعاء بالتهاب، وهو تعبير دقيق لأحد أنواع الاعتلال المعوي، لكن المصطلحين يستعملان عادة بشكل متبادل.

## الأنواع
من أنواع الاعتلال المعوي:
- اعتلال معوي مرتبط باللمفوما تائية الخلايا
- الاعتلال المعوي البيئي أو المداري
- الاعتلال المعوي اليوزيني[4]
- تحسس غلوتيني لابطني
- الداء البطني[5]
- الاعتلال المعوي المرتبط بفيروس العوز المناعي البشري
- متلازمة الاعتلال المعوي واعتلال الغدد الصم المتعدد بخلل التنظيم المناعي المرتبط بالكروموسوم أكس أو متلازمة إبكس
- الاعتلال المعوي بفقدان البروتين[6]
- اعتلال معوي إشعاعي[7]
- الاعتلال المعوي النضحي أو متلازمة غوردون